# Cernica (Gacko, BiH)
Cernica je naseljeno mjesto u općini Gacko, Republika Srpska, BiH.
Selo se nalazi u Cerničkom polju.

## Stanovništvo

### 1991.
Nacionalni sastav stanovništva 1991. godine, bio je sljedeći:
ukupno: 82
- Srbi - 62 (75,60%)
- Muslimani - 20 (24,39%)

### 2013.
Nacionalni sastav stanovništva 2013. godine, bio je sljedeći:
ukupno: 16
- Srbi - 16 (100%)